# إسحاق فرايدلاندر
إسحاق فرايدلاندر (بالإنجليزية: Isaac Friedlander)‏ هو شخصية أعمال أمريكي، ولد في 1823 في أولدنبورغ في ألمانيا، وتوفي في 1878 في سان فرانسيسكو في الولايات المتحدة.